# Estación Paso Mayor
Paso Mayor es una ex estación ferroviaria abandonada que se ubica en el paraje homónimo, en el partido de Coronel Rosales, Provincia de Buenos Aires, Argentina.

## Historia
Su construcción finalizó el 19 de diciembre de 1910 a cargo del Ferrocarril Rosario a Puerto Belgrano de capitales franceses.
Paso Mayor era una estación de 1ª habilitada para pasajeros, encomienda, carga, telégrafo y hacienda, se ubica a 40 kilómetros aproximadamente de Bahía Blanca y debe su nombre a un paso sobre el río Sauce Grande utilizado en épocas en que no había puente alguno para cruzar el río.
En los orígenes aquí se ubicaba una pulpería denominada "Posta" de Paso Mayor o "Pulpería de Laporte". Su historia nació dentro de territorio "indio" a mediados del siglo pasado cuando servía como lugar de descanso para los viajeros y centro comercial para los originarios que se acercaban para negociar cueros o pieles por mercadería o licor. Con la llegada del ferrocarril la posta sufrió un duro golpe, cuando los caballos de hierro reemplazaron a las carretas y carruajes. El establecimiento funcionó como pulpería hasta fines de la fecha de inicio de operaciones del ferrocarril, para luego convertirse en almacén de ramos generales, hecho que lo mantuvo abierto hasta la década del 30' del siglo pasado.

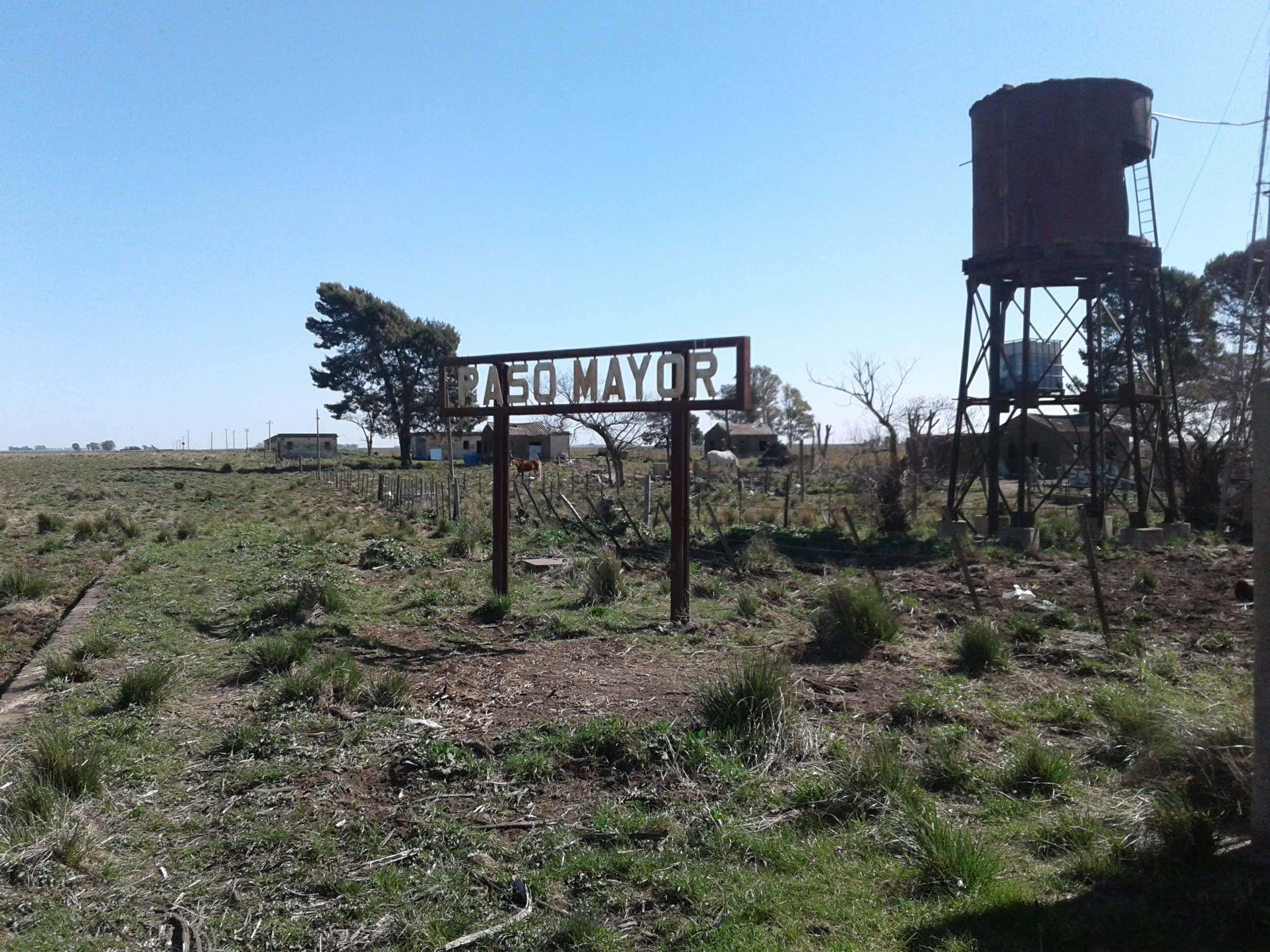
Andén y Nomenclador

El resto de las construcciones que no tenían que ver con la estación pero si están ubicadas cerca como la escuela N.º 10 Hipólito Bouchard y el viejo almacén, antes pulpería del que tan solo quedan restos de algunas paredes.
En las 20 hectáreas que conformaban los terrenos tanto de la estación como del patio de maniobras del ferrocarril se encontraban 2 galpones cerealeros (hoy desaparecidos) viviendas para peones y auxiliares del ferrocarril divididos en sectores según si eran casados o solteros. El jefe de la estación vivía en el edificio principal de la estación y su casa disponía de Living Room con chimenea, toilettedos dormitorios, cocina, lavadero, un depósito y un patio cerrado.
La misma nunca estuvo provista de instalación eléctrica y la iluminación era proporcionada por velas de cera o lámparas de kerosene. Contaba además con una manga para suplir de agua a las locomotoras de vapor que circulaban por sus rieles y tenía su propio pozo de agua con su molino.

El estado de las construcciones, en general es malo, ha sido vandalizada en varias ocasiones y los elementos que están a la intemperie se nota el deterioro producido por el paso del tiempo y por el nulo mantenimiento. A pesar de ello y de haber sido construida con materiales nobles, las construcciones se mantienen en pie si signos de problemas estructurales graves a simple vista.

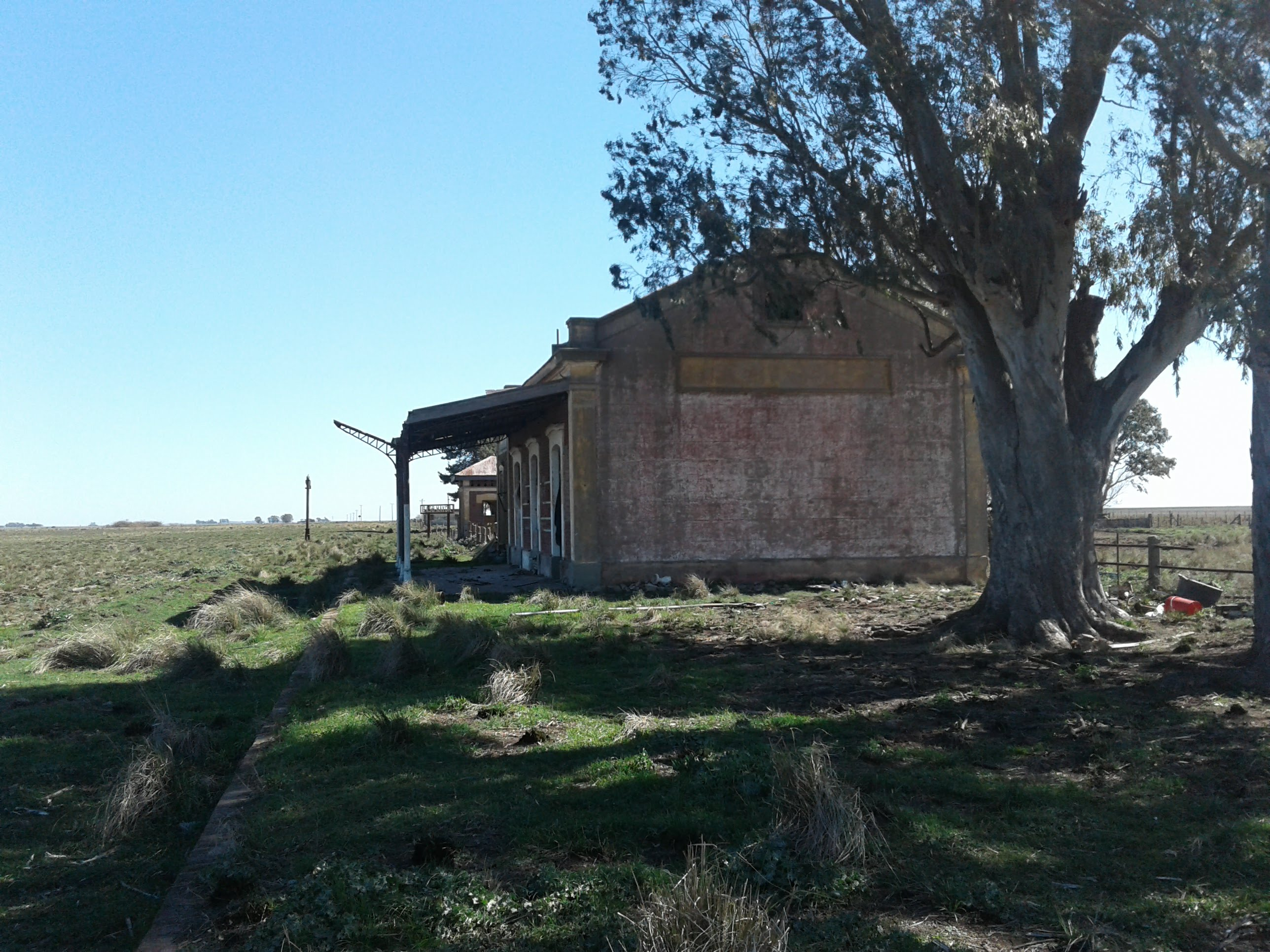
Estación Paso Mayor vista este.
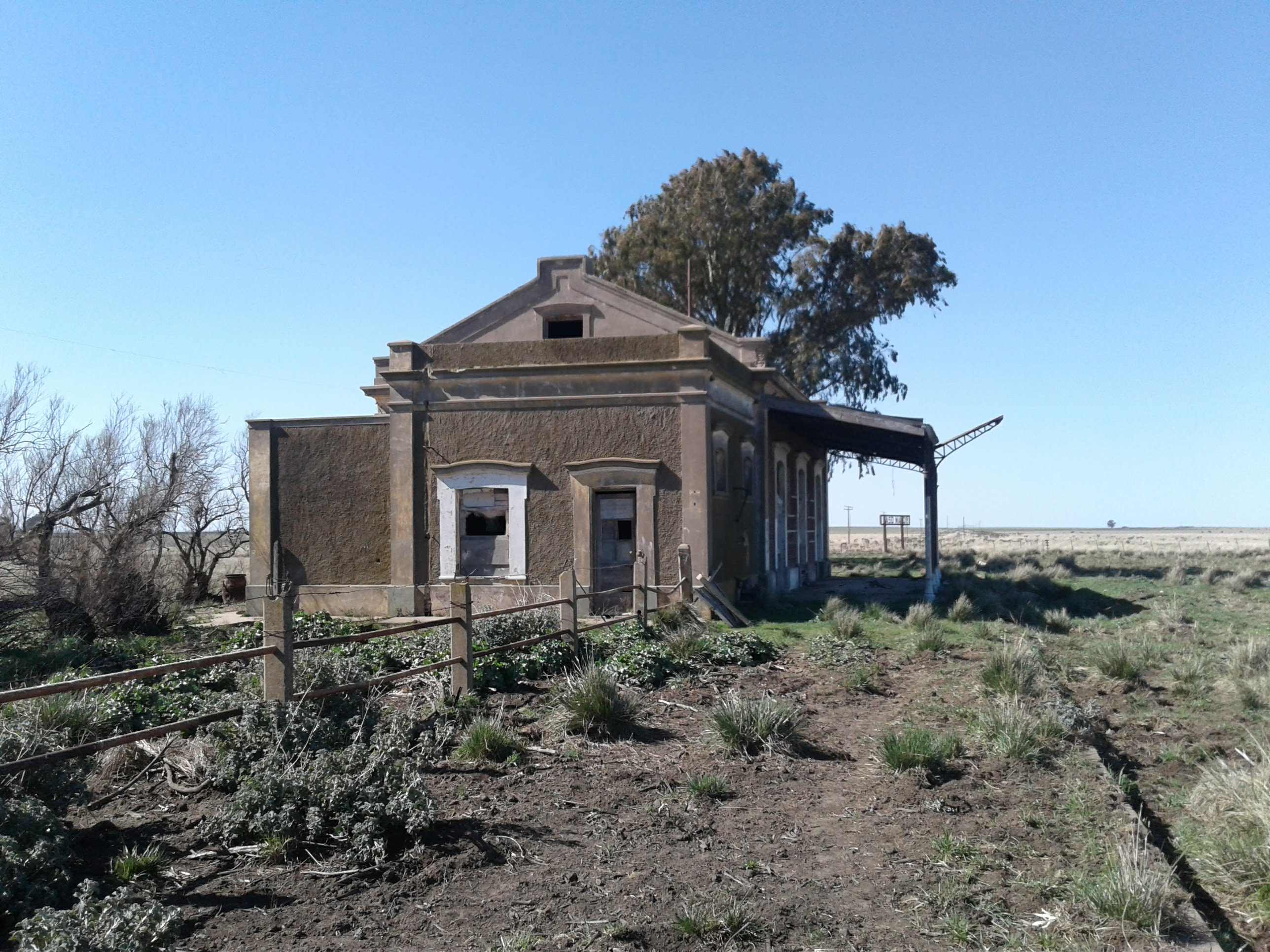
Vista oeste de la estación.
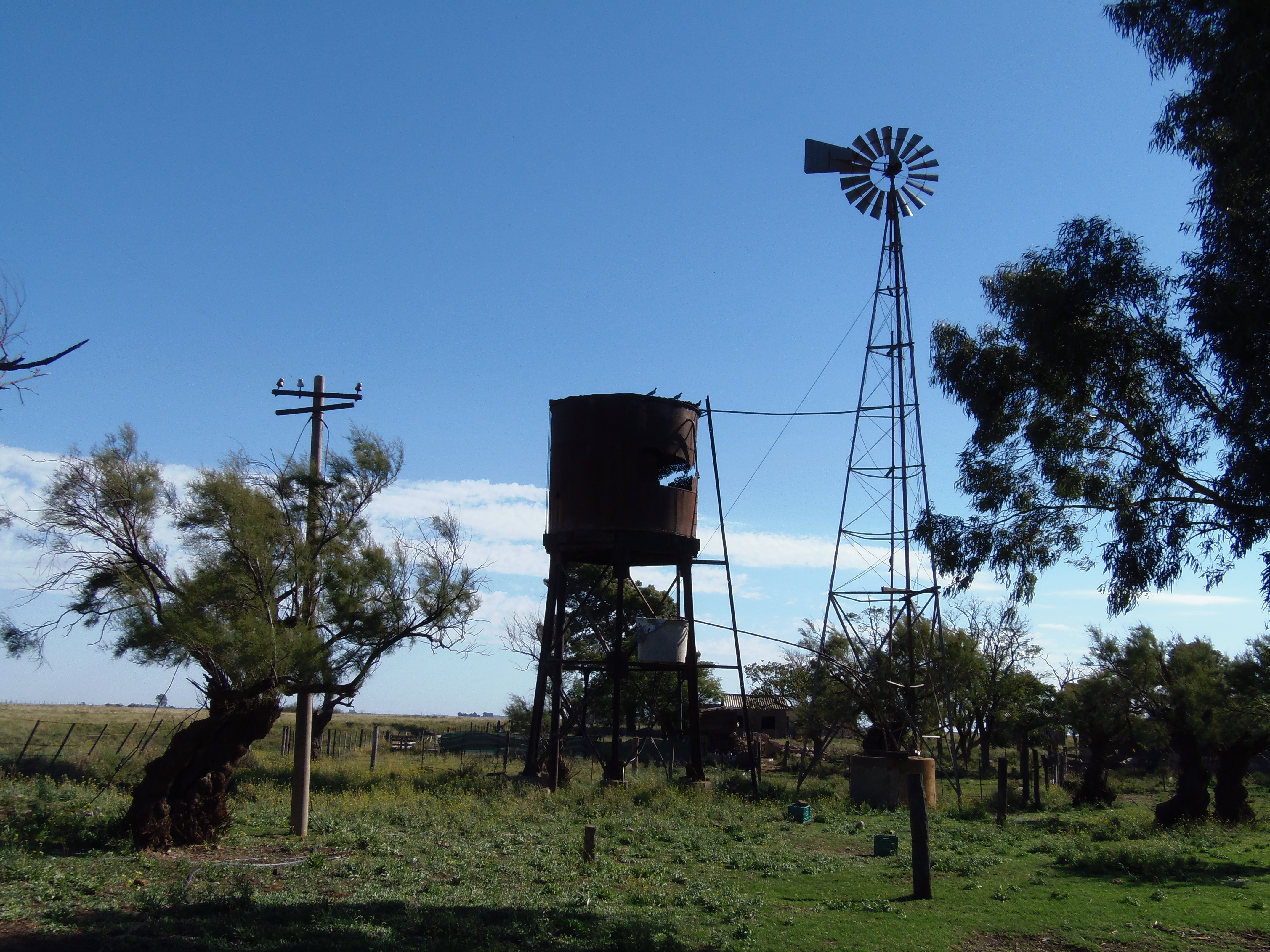
Molino y tanque de agua
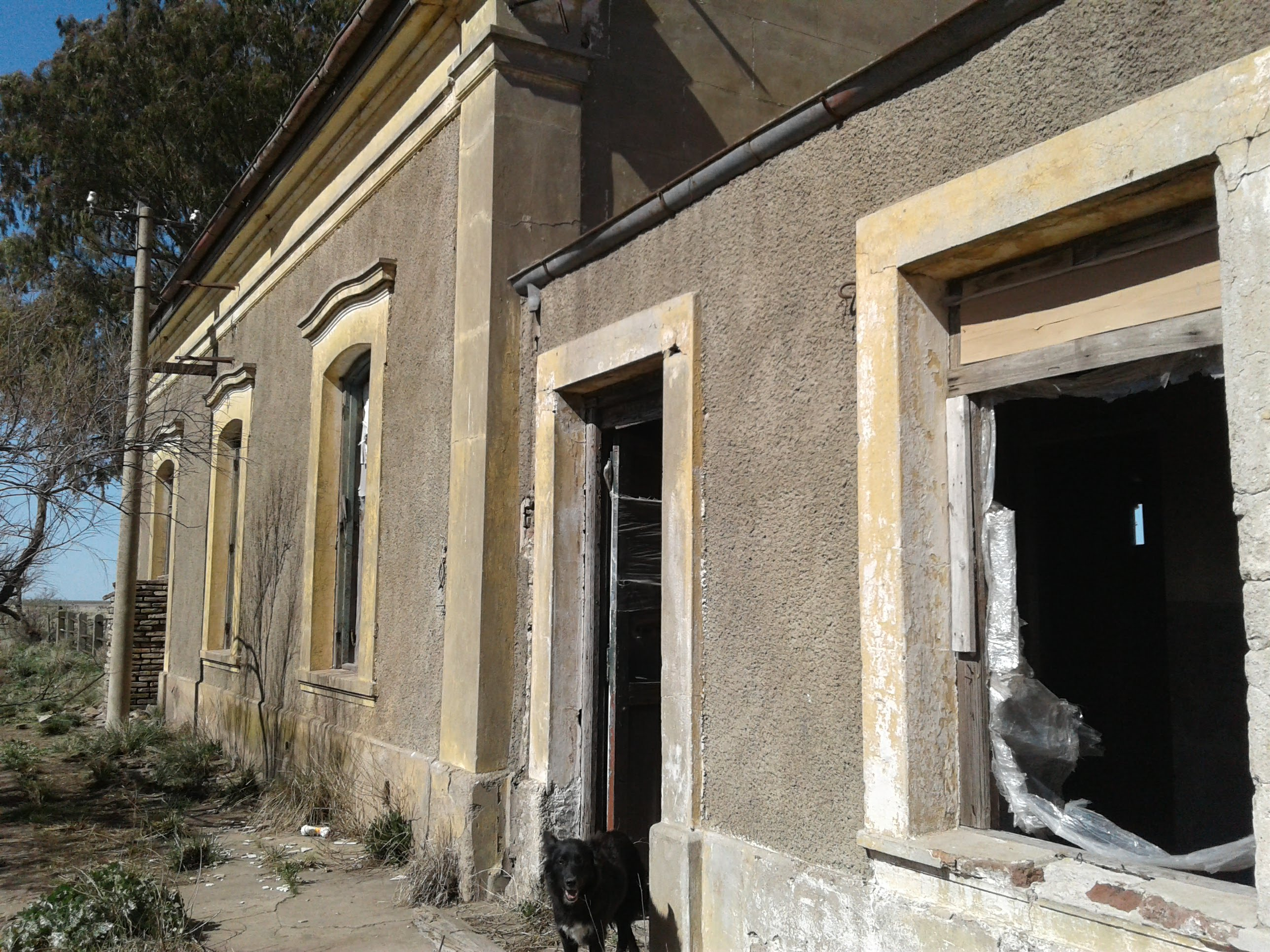
Edificio principal
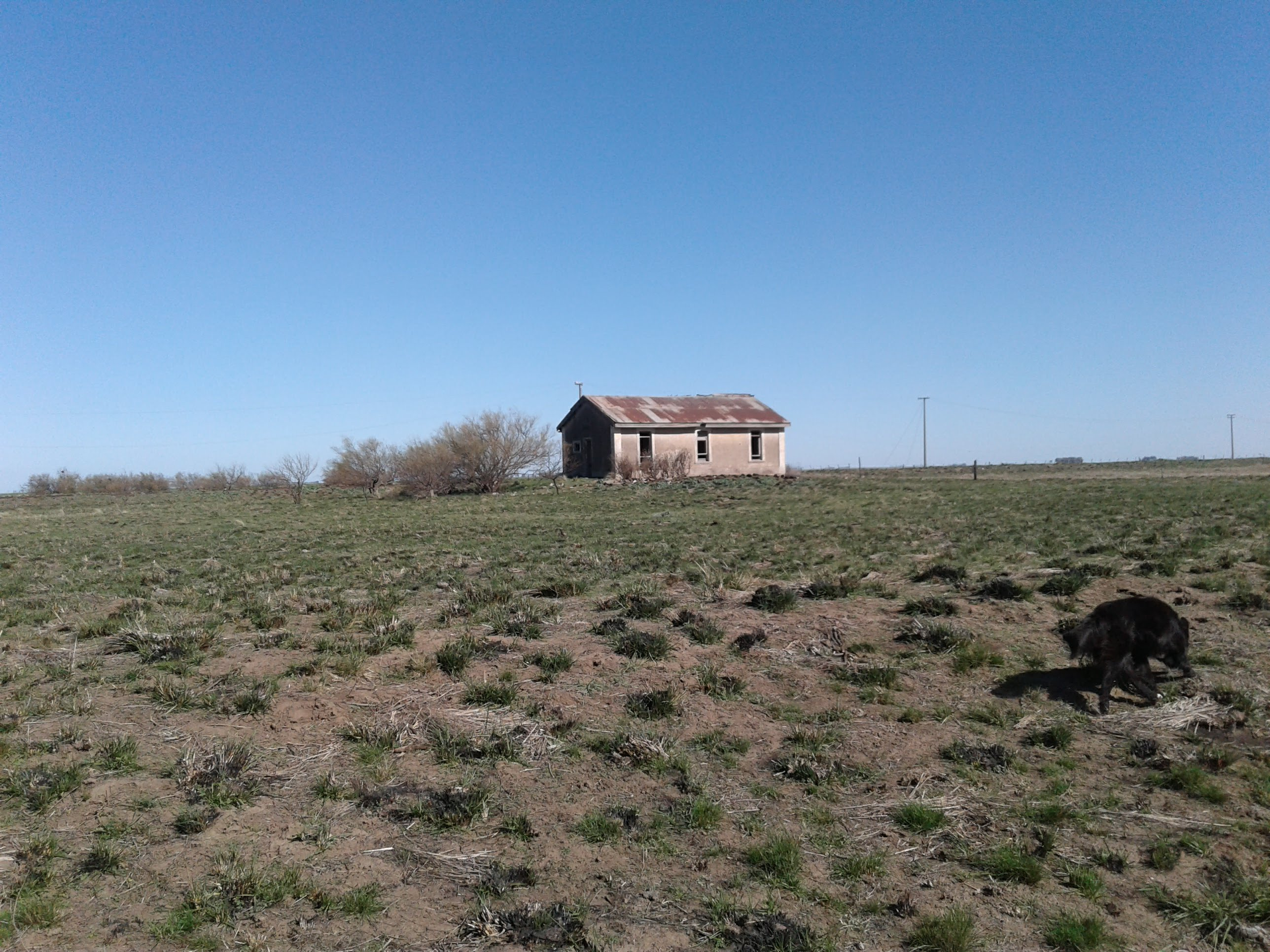
Casa de jefe de auxiliares
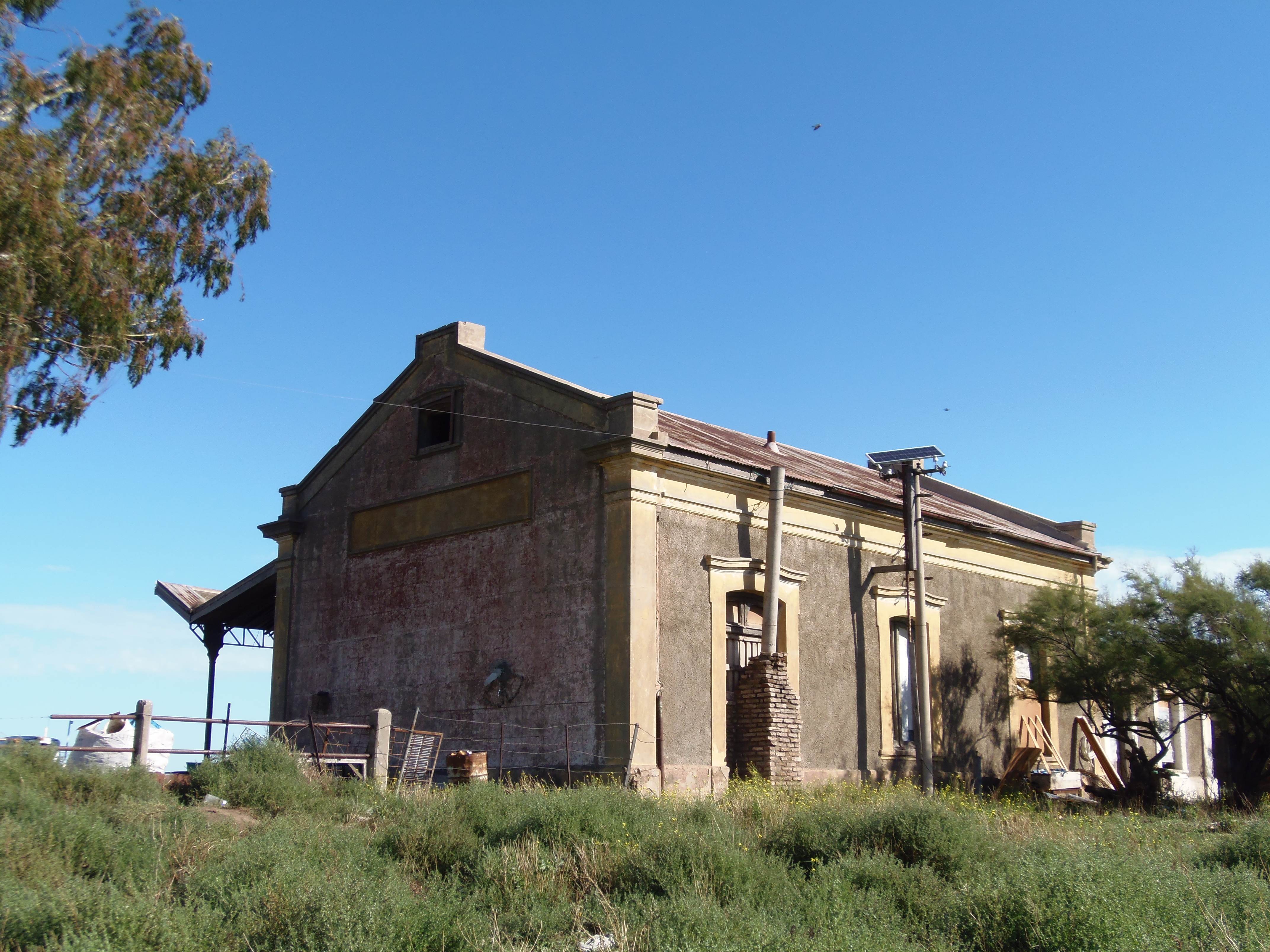
Estación Paso Mayor
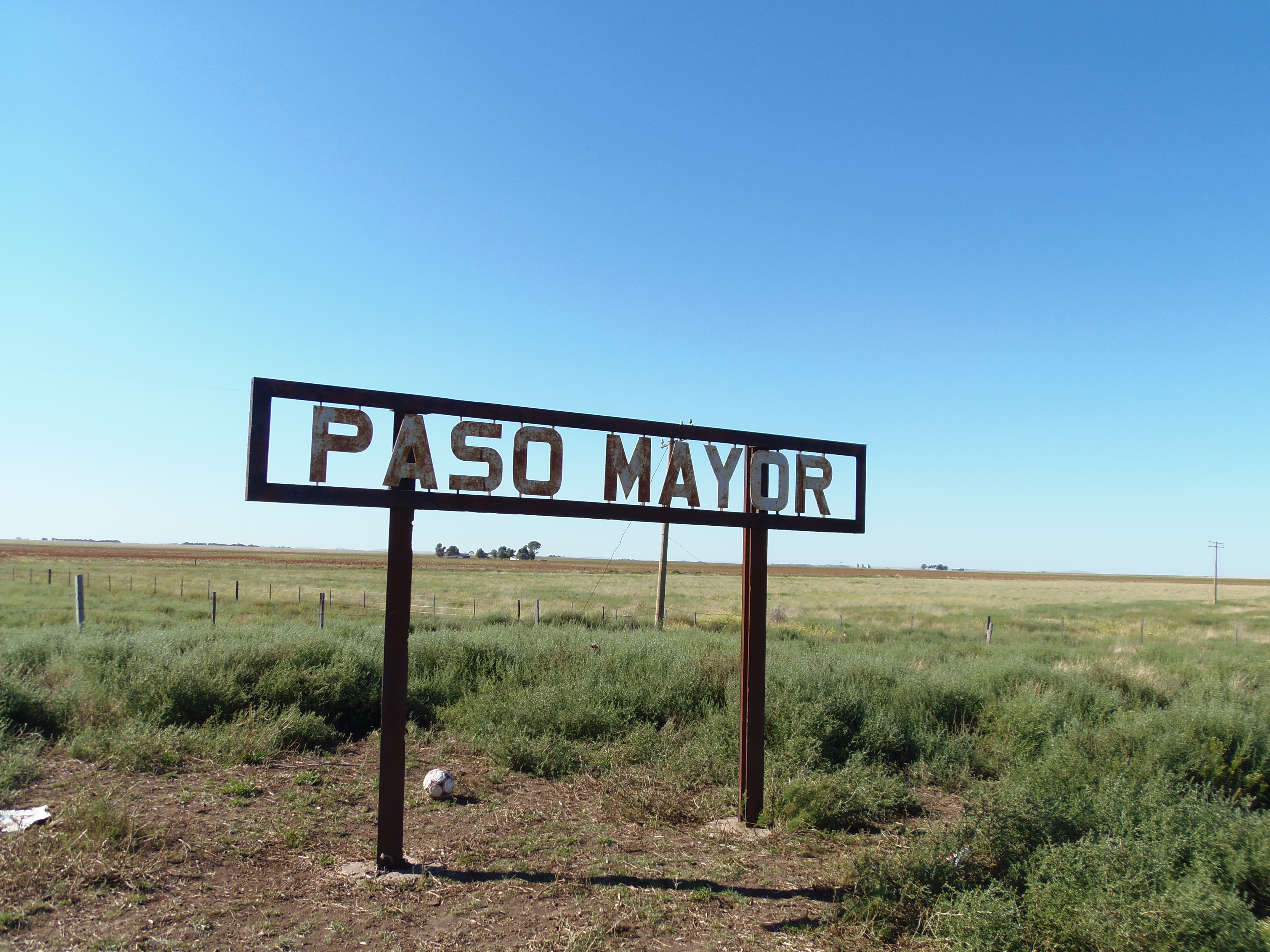
Nomenclador este

## Cierre de la estación
El paso de este ramal ferroviario por zonas poco pobladas, de tierras de baja productividad y por el estallido de la Primera Guerra Mundial en Europa, este ramal francés entrara en un déficit crónico que lo perseguirá hasta sus últimos días. En 1977 se ordena la clausura de una sección del ramal desde las estaciones Bajo Hondo hasta Pringles (cierre de la estación Paso Mayor). En los 80' queda en operación solo hasta la estación Timote por una gran inundación que destruyó kilómetros del ramal. Finalmente en los 90' fue concesionado en su totalidad a la empresa Ferroexpreso Pampeano S.A. que aún es la concesionaria de dicho ramal.